# 로난 디 어큐저
로난 디 어큐저(Ronan the Accuser)는 마블 코믹스가 출판하는 슈퍼빌런이다. 첫 등장은 Fantastic Four #65 (1967년 8월)이다. 2014년 영화 가디언즈 오브 갤럭시와 캡틴 마블에는 리 페이스가 연기한다.

## 출판의 역사
로난은 1967년 스탠 리와 잭 커비에 의해 창조되어 Fantastic Four #65 (1967년 8월)에 처음 등장했다.

## 다른 버전

### 얼티밋 마블
얼티밋 마블에서 로난은 타노스의 아들로 등장한다.

### JLA/어벤저스
로난은 JLA/어벤저스에서 크로나의 군대의 일원으로 등장한다.

## 담당 배우
- 리 페이스